# Simone Mastacchi
Simone Mastacchi detto Mone (Siena, 26 novembre 1631 – Siena, 20 gennaio 1676) è stato un fantino italiano del XVII secolo.

## Palio di Siena
Vissuto nel Seicento, la sua figura è fra la storia e la leggenda. Il soprannome "Mone" era attribuito a tale Simone Pulcinelli; le ricerche storiche più recenti hanno individuato in Mastacchi il suo reale cognome. Le sue vittorie realmente accertate sono state due: il 2 luglio 1656 nella Torre e il 2 luglio 1673 nell'Oca.
Pare che nel 1657 proprio Mone sia stato il primo fantino del Palio di Siena ad aver raccolto le mance tra i cittadini senesi, come premio per la vittoria. Abitudine rimasta viva per oltre tre secoli, ed interrotta nel 1965 dal fantino Andrea Degortes, detto Aceto.

### Vittorie
Di seguito l'elenco delle vittorie di Mone nelle edizioni ufficiali del Palio di Siena, accertate dalla maggioranza degli storici.
| Palio         | Contrada | Cavallo | Note |
| ------------- | -------- | ------- | ---- |
| 2 luglio 1656 | Torre    | ?       |      |
| 2 luglio 1673 | Oca      | ?       |      |

Esistono molte opinioni discordanti tra gli storici riguardo alle vittorie di Mone nel corso della storia del Palio di Siena:
- secondo l'Anonimo ed il Gagliardi avrebbe vinto il Palio del 1657 nel Drago e non nella Torre;
- secondo l'Anonimo ed il Bandiera si sarebbe aggiudicato il Palio nel 1661 nella Chiocciola, nel 1665 nella Torre e del 1672 nel Bruco;
- secondo l'Elenco Generale e lo Zazzeroni avrebbe vinto il 2 luglio 1662 nel Leocorno. Il Bandini e il Comucci ritengono abbia vinto quel Palio nel Valdimontone;
- secondo l'Anonimo, il Bandiera e il Gagliardi avrebbe vinto il Palio di Provenzano nel 1663 nel Valdimontone, nel 1669 nella Torre e nel 1674 nell'Oca. Secondo gli stessi, avrebbe corso il Palio del 2 luglio 1664 con la Civetta, ma senza riuscire a vincere. Al contrario, il Sergardi e il Rossi gli attribuiscono la vittoria nel 1664, ma nella Tartuca;
- sempre secondo l'Anonimo, il Bandiera e il Gagliardi, ed anche il Bandini, avrebbe vinto il Palio del 1678 nella Tartuca;
- per il Comucci avrebbe vinto nell'Oca il Palio del 1673 e del 1674;
- il Bandini gli attribuisce anche la vittoria del 1688 nell'Istrice.